# Леппялампи (озеро, Сортавальский район)
Леппялампи (фин. Leppälampi) — озеро на территории Кааламского сельского поселения Сортавальского района Республики Карелия.
Площадь озера — 0,6 км². Располагается на высоте 88,3 метров над уровнем моря.
Форма озера треугольная. Берега каменисто-песчаные, местами заболоченные.
С южной стороны озера вытекает ручей, втекающий в озеро Янисъярви.
В озере расположен один остров без названия.
Населённые пункты возле озера отсутствуют. Ближайший — посёлок Пуйккола — расположен в 3,5 км к западу от озера.
Название озера переводится с финского языка как «ольховое озеро».
Код объекта в государственном водном реестре — 01040300211102000013490.